# Irwin Rose
Irwin Rose, född 16 juli 1926 i Brooklyn i New York, död 2 juni 2015 i Deerfield i Massachusetts, var en amerikansk biokemist vid University of California, Irvine.
Han tilldelades, tillsammans med Aaron Ciechanover och Avram Hershko, 2004 års nobelpris i kemi för "upptäckten av ubiquitinmedierad proteinnedbrytning".
Ciechanover, Hershko och Rose har upptäckt och utforskat mekanismerna som styr nedbrytningen av oönskade proteiner i cellerna. Nedbrytningen sker inte urskillningslöst utan genom en i detalj styrd process där just de proteiner som ska brytas ned i ett visst ögonblick förses med en molekylär etikett i form av en molekyl kallad ubiquitin. Proteinerna transporteras sedan till proteasomerna i cellen där de hackas sönder i småbitar och förstörs.